# Ctenotus delli
Ctenotus delli (дарлінзький гребневухий сцинк) — вид сцинкоподібних ящірок родини сцинкових (Scincidae). Ендемік Австралії. Вид названий на честь австралійського герпетолога Джона Делла.

## Поширення і екологія
Дарлінзькі гребневухі сцинки мешкають в горах Дарлінг на південному заході Західної Австралії. Вони живуть в лісах маллі і джарра, що ростуть на глинистих, піщаних і латеритних ґрунтах, а також серед гранітних скель.